# Frontera entre Armènia i l'Azerbaidjan
La frontera entre Armènia i l'Azerbaidjan és la frontera de 996 kilòmetres (1.007,1 km segons altres fonts) que separa l'est de l'Azerbaidjan de l'oest d'Armènia, al Caucas. L'exclavament de Nakhtxivan limita amb Armènia al nord i est. Els llocs habitats més septentrionals de la frontera entre Armènia i l'Azerbaidjan són Kəmərli al costat de l'Azerbaidjan i Berdavan al costat armeni. Els llocs més al sud habitats són Ganza i Agarak, respectivament. Les carreteres europees E002 i E117 creuen la frontera.
La frontera moderna entre Armènia i l'Azerbaidjan segueix àmpliament el de la República Socialista Soviètica d'Armènia i la República Socialista Soviètica de l'Azerbaidjan, però ara està tancada a causa del conflicte de l'Alt Karabakh. El Ministeri d'Afers Exteriors de l'Azerbaidjan va dir que podria considerar reobrir la seva frontera amb Armènia en cas d'avançar en el conflicte.

## Traçat
La frontera es compon de dues parts diferents:
- El segment principal entre els dos països està situat a l'est d'Armènia. Comença al nord del trifini format amb la frontera entre Armènia i Geòrgia i la frontera entre Geòrgia i l'Azerbaidjan. Finalitza al sud amb un segon trifini format per fronteres Armènia/Iran i Azerbaidjan/Iran, i localitzat sobre el riu Araxes;
- El segon segment està situat a l'Armènia meridional i el separa de Nakhtxivan, un enclavament de l'Azerbaidjan separat de la resta del país. S'inicia a l'oest en el triangle fronterer format amb les fronteres Armènia/Turquia i Azerbaidjan/Turquia. S'acaba sud-est d'un altre trifini Armènia/Azerbaidjan i l'Iran/Iran situada també a l'Araxes.

## Enclavaments i context històric
Azerbaidjan tenia, des de la primera guerra de l'Alt Karabakh fins al maig de 2024, vuit pobles en enclavament al territori d'Armènia: Yukhari Askipara, Ashaghi Askipara, Barkhudarli, Sofulu, Baghanis Ayrim, Gizilhajili, i Khairimli de la regió de Gazakh, així com el poble de Karki a la República Autònoma de Nakhchivan. Azerbaidjan considerava que els quatre primers pobles no eren en enclavament perquè es trobaven en territori adjacent a Azerbaidjan, a la frontera amb Armènia. Els altres, però, estan totalment envoltats pel territori d'Armènia. La devolució unilateral dels quatre primers pobles al maig de 2024 formava part d'un pla per a la normalització de les relacions entre els dos estats veïns, enfrontats des de fa dècades. Ambdós costats havien considerat l'acord fronterer com un pas important cap a un acord de pau en el conflicte de més de 30 anys entre Armènia i Azerbaidjan. A Armènia, la decisió va provocar protestes.
L'intercanvi de l'enclavament armeni d'Artsvashen, una vila al nord-oest d'Azerbaidjan, amb els quatre enclavaments azerbaidjanesos restants al territori d'Armènia, forma part de negociacions complicades.